# Mutaparadoxipus duodigifinis
Genre
Espèce
Mutaparadoxipus duodigifinis, unique représentant du genre Mutaparadoxipus, est une espèce de tardigrades de la famille des Halechiniscidae. 

## Distribution
Cette espèce est endémique de Floride aux États-Unis. Elle se rencontre dans l'océan Atlantique.

## Publication originale
- Gross, Miller & Hochberg, 2014 : A new tardigrade, Mutaparadoxipus duodigifinis gen. nov., sp. nov. Zootaxa, no 3835 (2), p. 263–272.